# Pauline Krikke
Pauline Krikke, née le 9 mai 1961 à Sneek, est une femme politique néerlandaise. Membre du Parti populaire pour la liberté et la démocratie (VVD), elle est bourgmestre de La Haye du 17 mars 2017 au 6 octobre 2019.

## Biographie

### Jeunesse et études
Après être diplômée de l'Académie Frederik Muller à Amsterdam, elle étudie le droit pendant quelques années à l'université libre d'Amsterdam, notamment les relations internationales et l'administration publique. Elle siège au National Board of the Student Association for International Relations (SIB) et au Executive Committee of the International Youth and Student Movement for the United Nations (ISMUN).

### Carrière politique

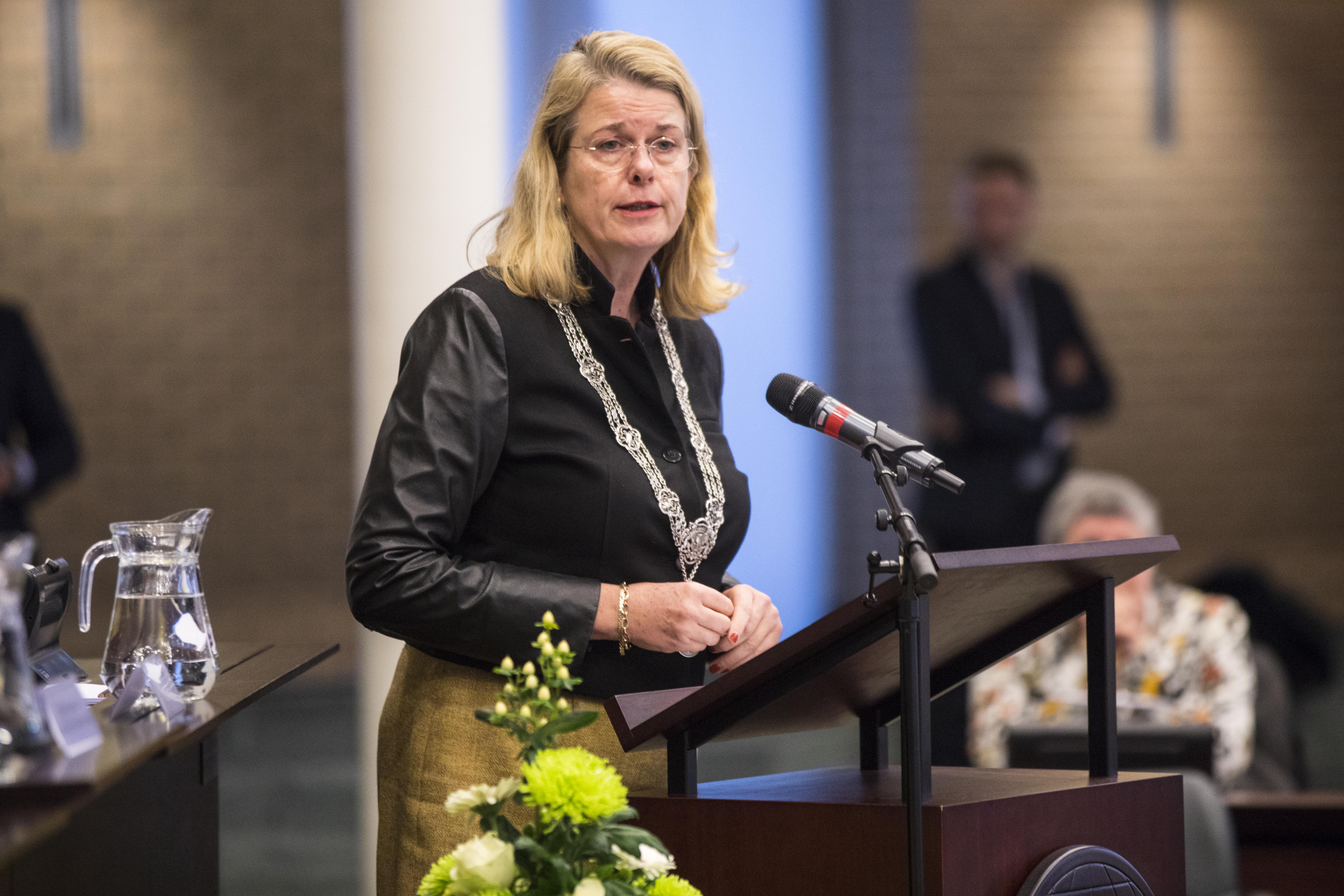
Krikke en 2019 en tant que bourgmestre de La Haye.

Conseillère municipale d'Amsterdam à partir du 1er mars 1994, elle devient échevin deux ans plus tard, avec le portefeuille des affaires économiques. Le 3 septembre 2001, elle devient bourgmestre d'Arnhem,,. En 2007, le conseil municipal d'Arnhem renouvelle son mandat de six ans. Le 7 juin 2015, elle entre à la Première Chambre des États généraux à la suite des élections sénatoriales.
Le 6 février 2017, le conseil municipal de La Haye propose Krikke au commissaire du Roi de Hollande-Méridionale pour devenir bourgmestre. Une fois la nomination validée, elle démissionne de son mandat de sénatrice et entre en fonction le même jour en tant que bourgmestre de La Haye. Elle succède à Johan Remkes après un court intérim de l'échevin Tom de Bruijn. Cependant, son mandat est rapidement écourté par sa démission en 2019, à la suite de manquements à la sécurité publique lors des festivités du nouvel an.

## Sources
- (en) Cet article est partiellement ou en totalité issu de l’article de Wikipédia en anglais intitulé « Pauline Krikke » (voir la liste des auteurs).